# علی‌اکبر بهادری
علی‌اکبر بهادری (زاده ۲۸ تیر ۱۳۴۴ در تهران) چهره‌پرداز اهل ایران است.

## فیلم‌شناسی

### بازیگر
- آتش پنهان (۱۳۶۹)

### طراح چهره‌پردازی
- آی‌پارا (۱۳۷۷)
- باشگاه سری (۱۳۷۷)
- شوک (۱۳۷۵)
- بازگشت از بوداپست (۱۳۷۴)
- توطئه (۱۳۷۴)
- هدف (۱۳۷۳)

### چهره‌پرداز
- دختری بنام تندر (۱۳۷۹)
- بلوغ (۱۳۷۷)
- دنیای وارونه (۱۳۷۶)
- دکل (۱۳۷۴)
- مرد پنجم (۱۳۷۳)
- جای امن (۱۳۷۲)
- بر بال فرشتگان (۱۳۷۱)
- شهر در دست بچه‌ها (۱۳۷۰)
- موتو (۱۳۷۰)
- آتش پنهان (۱۳۶۹)
- تویی که نمی شناختمت (۱۳۶۹)
- عروس حلبچه (۱۳۶۹)
- روزنه (۱۳۶۷)
- صخره همیشه سبز (۱۳۶۷)